# Джонсон (округ, Кентуккі)
Шаблон:StateAbbr_ 37°50′ пн. ш. 82°50′ зх. д. / 37.84° пн. ш. 82.83° зх. д.
Округ  Джонсон (англ. Johnson County) — округ (графство) у штаті  Кентуккі, США. Ідентифікатор округу 21115.

## Історія
Округ утворений 1843 року.

## Демографія
За даними перепису 
2000 року 
загальне населення округу становило 23445 осіб, зокрема міського населення було 6171, а сільського — 17274.
Серед мешканців округу чоловіків було 11303, а жінок — 12142. В окрузі було 9103 домогосподарства, 6867 родин, які мешкали в 10236 будинках.
Середній розмір родини становив 2,93.
Віковий розподіл населення поданий у таблиці:
| Стать    | До 15 років | 15-21 | 22-29 | 30-39 | 40-49 | 50-65 | 65-85 | Понад 85 |
| -------- | ----------- | ----- | ----- | ----- | ----- | ----- | ----- | -------- |
| Чоловіки | 2279        | 1179  | 1138  | 1674  | 1764  | 2037  | 1133  | 99       |
| Жінки    | 2267        | 1134  | 1201  | 1743  | 1942  | 2133  | 1475  | 247      |

## Суміжні округи
- Лоуренс — північ
- Мартін — схід
- Флойд — південь
- Меґоффін — південний захід
- Морган — північний захід

## Виноски
1. ↑  U.S. Decennial Census. United States Census Bureau. Архів оригіналу за 26 квітня 2015. Процитовано 16 серпня 2014.
2. ↑  Historical Census Browser. University of Virginia Library. Архів оригіналу за 11 серпня 2012. Процитовано 16 серпня 2014.
3. ↑  Population of Counties by Decennial Census: 1900 to 1990. United States Census Bureau. Архів оригіналу за 13 жовтня 2014. Процитовано 16 серпня 2014.
4. ↑  Census 2000 PHC-T-4. Ranking Tables for Counties: 1990 and 2000 (PDF). United States Census Bureau. Архів оригіналу (PDF) за 18 грудня 2014. Процитовано 16 серпня 2014.
5. ↑  State & County QuickFacts. United States Census Bureau. Архів оригіналу за 6 червня 2011. Процитовано 8 березня 2014.(англ.) Наведено за англійською вікіпедією.
6. ↑  American FactFinder. Бюро перепису населення США. Архів оригіналу за 21 травня 2008. Процитовано 31 січня 2008.

| США | Це незавершена стаття з географії США. Ви можете допомогти проєкту, виправивши або дописавши її. |